# Gallatin National Forest
Der Gallatin National Forest ist ein Nationalforst im US-Bundesstaat Montana. Er wurde 1899 gegründet und liegt im Süden des Bundesstaates. Der Wald besteht aus einer Fläche von 7363,32 km² und umfasst Teile der Schutzgebiete Absaroka-Beartooth Wilderness und Lee Metcalf Wilderness. Der Gallatin National Forest grenzt im Süden und Südwesten an den Yellowstone-Nationalpark und ist Teil des Greater Yellowstone Ecosystems, einer Region, die eine Fläche von fast 81.000 km² umfasst. Benannt wurde der National Forest nach Albert Gallatin (1761–1849), einem US-Finanzminister und Gelehrten der indianischen Sprachen und Kulturen.

## Forstverwaltung
In absteigender Landfläche befindet sich der Gallatin National Forest in Teilen der Countys Park, Gallatin, Sweet Grass, Madison, Carbon und Meagher.
Seit 2014 werden die Gallatin- und Custer National Forests gemeinsam als Custer-Gallatin National Forest mit Sitz in Bozeman, Montana, verwaltet. Es gibt lokale Ranger-Bezirksbüros in West Yellowstone, Livingston und Gardiner in Montana für den Gallatin National Forest sowie Ashland und Red Lodge in Montana und Camp Crook in South Dakota für den Custer National Forest.

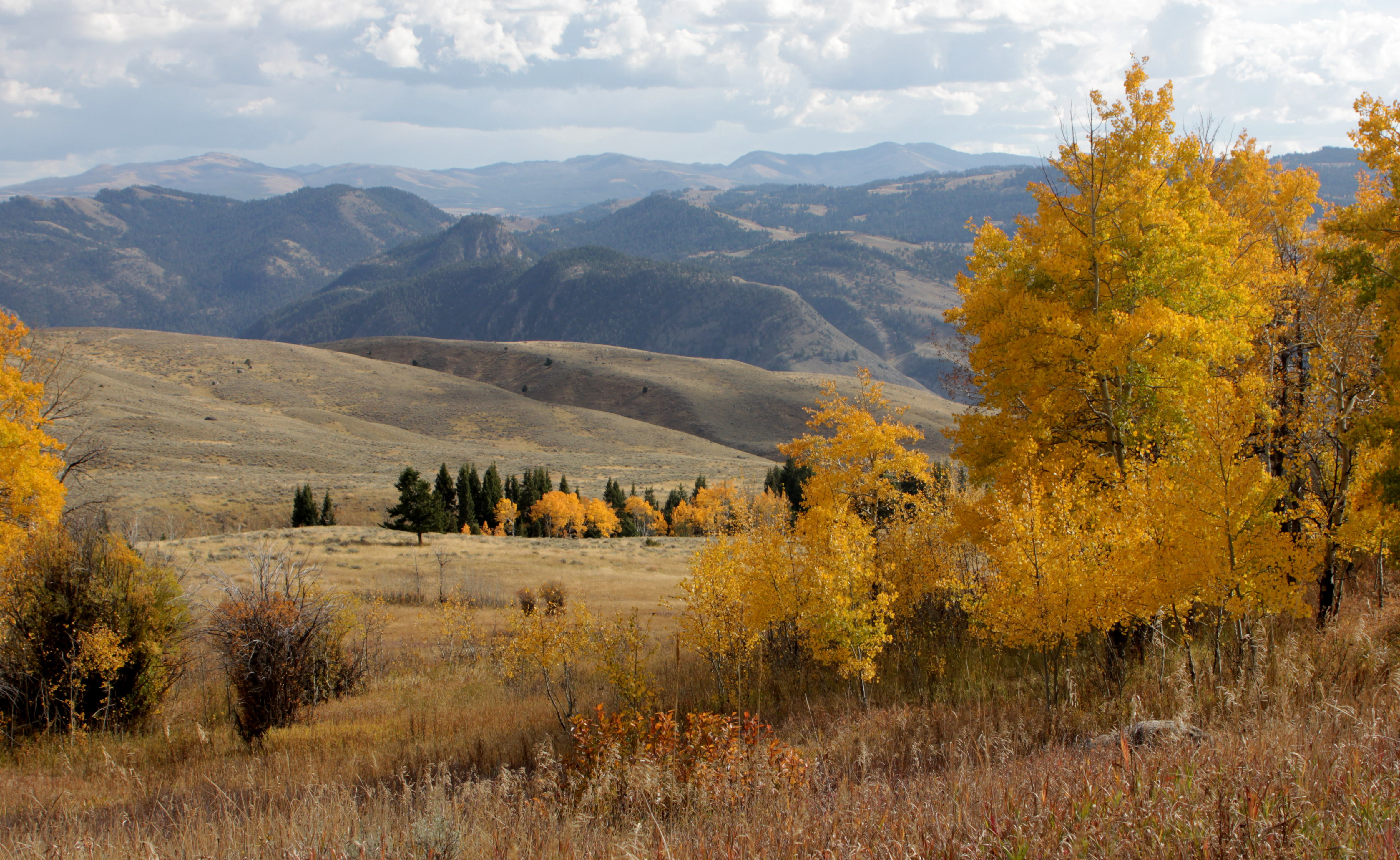
Blick vom Gallatin National Forest auf den Yellowstone-Nationalpark

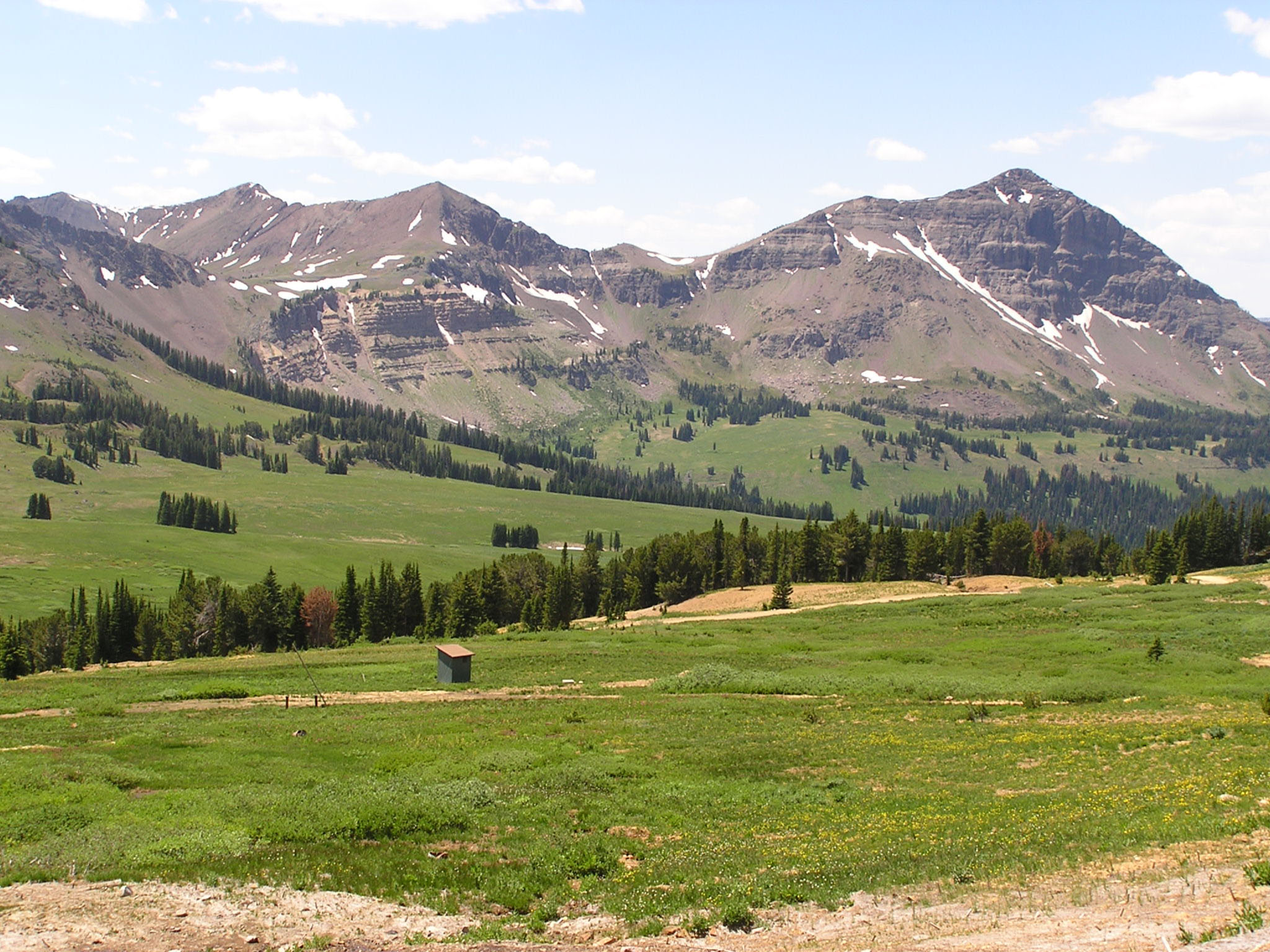
Daisy Pass nahe Cooke City, Montana

## Naturraum
Innerhalb des Gallatin National Forest befinden sich sechs separate Bergketten, darunter die Gallatin, Madison, Bridger, Crazy, Absaroka und Beartooth Ranges. In den Beartooth Mountains befindet sich der Granite Peak, mit 3901 m der höchste Punkt in Montana und auch im Gallatin National Forest.
Der Quake Lake am Madison River ist der Ort des Erdbebens und Erdrutsches von 1959, welcher den See bildete.
Während die unteren Erhebungen oft mit Gräsern bedeckt sind, sind in höheren Höhen überwiegend Douglasien zu finden. Zu den 6400 km langen Bächen und Flüssen im National Forest gehören unter anderem große Zuflüsse des Yellowstone River, der im westlichen und östlichen Teil des Waldes durch das Paradise Valley fließt. Der Gallatin River und der Madison River, wichtige Nebenflüsse des Missouri River, fließen durch das Gebiet des Gallatin National Forest. Der Lebensraum umfasst über 300 Tierarten, darunter Grizzlybären, Weißkopfseeadler und Wanderfalken. Viele westliche nordamerikanische Arten sind in diesem Ökosystem vertreten, unter anderem Maultierhirsche, Bisons, Elche, Dickhornschafe, Gabelböcke, Pumas, Grauwölfe und Schwarzbären. Das Vorkommen vieler Forellenarten machen die Region zu einem der beliebtesten Gebiete zum Fliegenfischen in den Vereinigten Staaten.

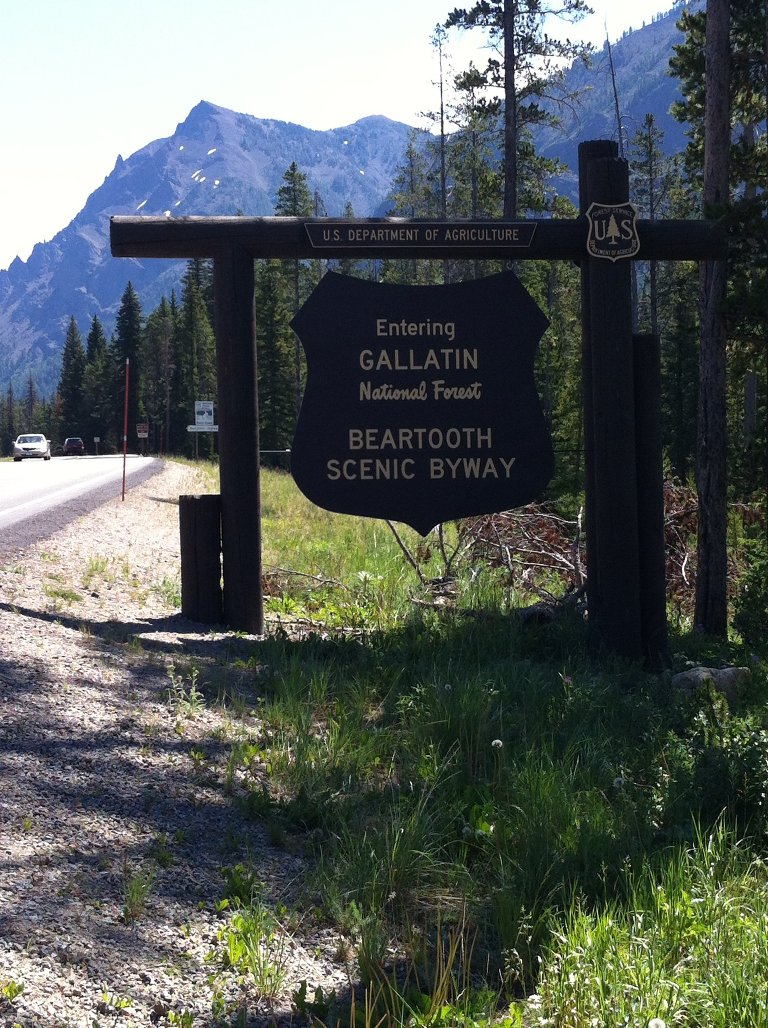
Ein Schild, das den Eingang zum Gallatin National Forest markiert, hier entlang des Beartooth Highway (US-Highway 212)

## Tourismus
Im Wald befinden sich 3690 km Wanderwege, die Zugang zu den Sehenswürdigkeiten bieten und sich mit Wanderwegen im Yellowstone-Nationalpark vernetzen. Es gibt fast 40 fahrzeuggerechte Campingplätze, die über den ganzen Wald verstreut sind, zahlreiche Picknickplätze und sogar Hütten, die gegen eine geringe Gebühr über die Bezirksämter des Waldes gemietet werden können. West Yellowstone, Montana bietet Zugang sowohl in den Gallatin National Forest als auch in den Yellowstone National Park und ist im Winter ein beliebtes Schneemobilzentrum. Die nächtlichen Temperaturen können zu jeder Jahreszeit unter dem Gefrierpunkt liegen und Mücken bereiten im späten Frühjahr und Frühsommer ebenfalls Probleme. Die durchschnittlichen Sommertemperaturen betragen 21–26 °C und die Wintertiefstwerte können unter den Gefrierpunkt fallen. Die meisten Niederschläge fallen in Form von Schnee mit an einigen Orten durchschnittlich über 10 m pro Jahr.
Zugang zum National Forest ist möglich von der Interstate 90 südlich auf dem U.S. Highway 89 von Livingston, Montana nach Gardiner, Montana oder südlich auf der U.S. 191 von Bozeman, Montana nach West Yellowstone.

## Belege
1. ↑  U.S. Forest Service. January 2012.: "Land Areas of the National Forest System" (PDF). Hrsg.: U.S. Forest Service.
2. ↑  U.S. Forest Service: The National Forests of the United States. Archiviert vom Original (nicht mehr online verfügbar) am 28. Oktober 2012; abgerufen am 28. Dezember 2020.  Info: Der Archivlink wurde automatisch eingesetzt und noch nicht geprüft. Bitte prüfe Original- und Archivlink gemäß Anleitung und entferne dann diesen Hinweis.
3. ↑  National Forests.org: Gallatin National Forest - National Forest Foundation. Abgerufen am 28. Dezember 2020.
4. ↑  Greater Yellowstone: Gallatin National Forest. Abgerufen am 28. Dezember 2020.
5. ↑  U.S. Forest Service: Custer-Gallatin National Forest. Abgerufen am 28. Dezember 2020.